# Andrei Gaponov-Grehov
Andrei Gaponov-Grehov ( n. 7 iunie 1926, Moscova) este un fizician sovietic și rus, membru al Academiei de Științe din Rusia, Erou al Muncii Socialiste, Laureat al Premiilor de Stat din URSS, doctor în științe fizico-matematice.

## Biografie
Andrei Victorovici s-a născut la Moscova, iar părinții lui: Maria Tihonovna Grehova și Victor Ivanovici Gaponov și-au făcut cunoștință în anii de studenție la Universitatea din Moscova. Andrei a primit nume de familie dublu la naștere. La începutul anilor 30 părinții lui s-au mutat cu traiul la Nijnii Novgorod, unde s-au preocupat de radiofizică. Prin stăruințele Mariei Tihonovna în anii războiului a fost recreat institutul de cercetări universitar în domeniul radiofizicii. La începutul anilor 50 ea a întemeiat Institutul de cercetări radiofizice (NIRFI). 
Andrei a mers pe urmele părinților: după absolvirea școlii s-a înscris la Institutul industrial din Gorkii. După anul doi de studii s-a transferat la facultatea de radiofizică a Universității din Gorkii, pe care l-a absolvit în anul 1949. În același an s-a înscris la doctorat la academicianul A.A. Andronov, care i-a propus  ca  temă de doctorat un subiect din teoria generală a sistemelor electromecanice.
După 6 ani de cercetări Andrei a prezentat lucrarea de doctorat, pe care a susținut-o la Instututul Politehnic din Leningrad. Însă pentru importanța temei i s-au acordat ambele grade: de сandidat și de doctor. După susținerea tezei, a lucrat la Institutul Politehnic din Leningrad, iar după susținerea tezei de doctor a început să lucreze la Institutul de Stat de măsurări fizico - tehnice, păstrându-și, concomitent, și titlul de profesor al Institutului Politehnic din Leningrad.

## Activitate științifică
Se referă la studiul proceselor neliniare ondulatorii, la generarea și amplificarea undelor puternce radio de frecvență înaltă, cu lungimea de undă în domeniul milimetric sau submilimetric. Împreună cu colaboratorii săi a descoperit undele de șoc elctromagnetice. 
Omul de știință Grehov a elaborat teoria radiației induse electromagnetice în sisteme neliniare, precum și în problema generării și amplificării undelor electromagnetice de către fluxuri de oscilatoare niisocrone excitate. Aceste lucrări au contribuit la crearea reactoarelor nucleare, precum și la elaborarea sistemelor de urmărire a obiectelor cosmice.
Începănd din anul 1976 conduce Instuitutul de fizică aplicată al Academiei de științe din Rusia, pe care l-a condus până în anul 2003.  Din 2003 este conducător științific al acestui institut

## Activitate politică
În anii 1989-1991 a fost deputat al Sovietului Suprem al URSS. A susținut mișacrea regională condusă de Andrei Saharov.

## Publicații
A publicat 150 de articole științifice. Redactor -șef al revistei Izvestia Academiei de științe din Rusia. Membru al Colegiului de redacției a revistei "Fizica Plasmei", "Akusticeskii Jurnal", "Izvestia vuzov. Radiofizica", Jurnal tehniceskoi fiziki.
- Biblioteca Congresului SUA
- ADS NASA
- Despre știință și societate Arhivat în 10 iunie 2015, la Wayback Machine.

## Distincții, decorații
- Premiul de Stat al URSS în anii 1968 și 1983. Din anul 1964 este ales membru+corespondent al Academiei de științe din URSS, iar din anul 1968 este academician.
- Erou al muncii socialiste (1986).

Laureat al Premiului de stat al URSS (1967, 1983).
- Două ordine Lenin
- Ordenul revoluției din Octombrie
- Medalia de aur mare în numele Lomonosov a Academiei de științe din Rusia.
- Premiul Demidov (1995).
- Ordenul de merit de gradul II (2006)
- Ordenul de merit de gradul III (1999)
- Premiul fundației de încurajare a științei din Rusiam categoria: savanți de vază (2004)

## Despre
- Bol'șoi Rossiiskii entsiklopediceskii Slovar, 2009.